# رونکوراکای
رونکوراکای (به اسپانیایی: Runkurakay) یک منطقهٔ مسکونی در پرو است که در پرو واقع شده‌است.